# Рош, Эдмунд, 5-й барон Фермой
Эдмунд Джеймс Бёрк Рош (англ. Edmund James Burke Roche; 20 марта 1939 — 19 августа 1984, Хангерфорд, Беркшир, Великобритания) — британский аристократ, 5-й барон Фермой, пэр Ирландии. Дядя по матери Дианы, принцессы Уэльской.

## Биография
Эдмунд Рош родился 20 марта 1939 года в семье Мориса Роша, 4-го барона Фермоя, и его жены Рут Сильвии Гилл. Он получил образование в Итоне и в Королевской военной академии Сандхерст, позже служил капитаном в Королевской конной гвардии. После смерти отца в 1955 году стал 5-м бароном Фермой. Руководил семейной компанией Eddington Bindery Ltd, в 1976—1979 годах заседал в окружном совете Ньюбери. Дочь сестры барона Диана Спенсер в 1981 году стала женой наследника британского престола Чарльза, и Рош присутствовал на свадьбе.
19 августа 1984 года, после долгой депрессии, барон застрелился в своем поместье Эддингтон-Хаус в Хангерфорде (графство Беркшир).

## Семья
Он был женат на Лавинии Фрэнсис Элизабет Питман (род. 1941), дочери Джона Питмана (потомка сэра Айзека Питмана) и Элизабет Дональдсон.
У них было четверо детей:
- Достопочтенная Фрэнсис Кэролайн Бёрк Рош (род. 31 марта 1965), вышла замуж за Питера Стэнли в 1990 году. У них трое детей:
  - Ричард Хью Эдвард Стэнли (род. 1 мая 1993)
  - Порша Рут Изобель Стэнли (род. 19 апреля 1995)
  - Алджернон Эдмонд Стэнли (род. 8 марта 1999)
- Достопочтенная Элизабет Бёрк Рош (27 марта 1966 – 2 апреля 1966)
- Морис Бёрк Рош, 6-й барон Фермой (род. 11 октября 1967), женат на Тессе Кейлл с 26 марта 1998 года. У них две дочери.
- Достопочтенный Эдмунд Хью Бёрк Рош (род. 5 февраля 1972), женат на Филиппе Кэти Виктории Лонг с 2004 года. У них трое детей:
  - Рози Джинн Рош (21 июня 2005 – 14 июля 2025)
  - Арчи Эдмунд Рош (род. 5 октября 2007)
  - Агата Фрэнсис Рош (род. 15 октября 2009)